# Eggs benedict

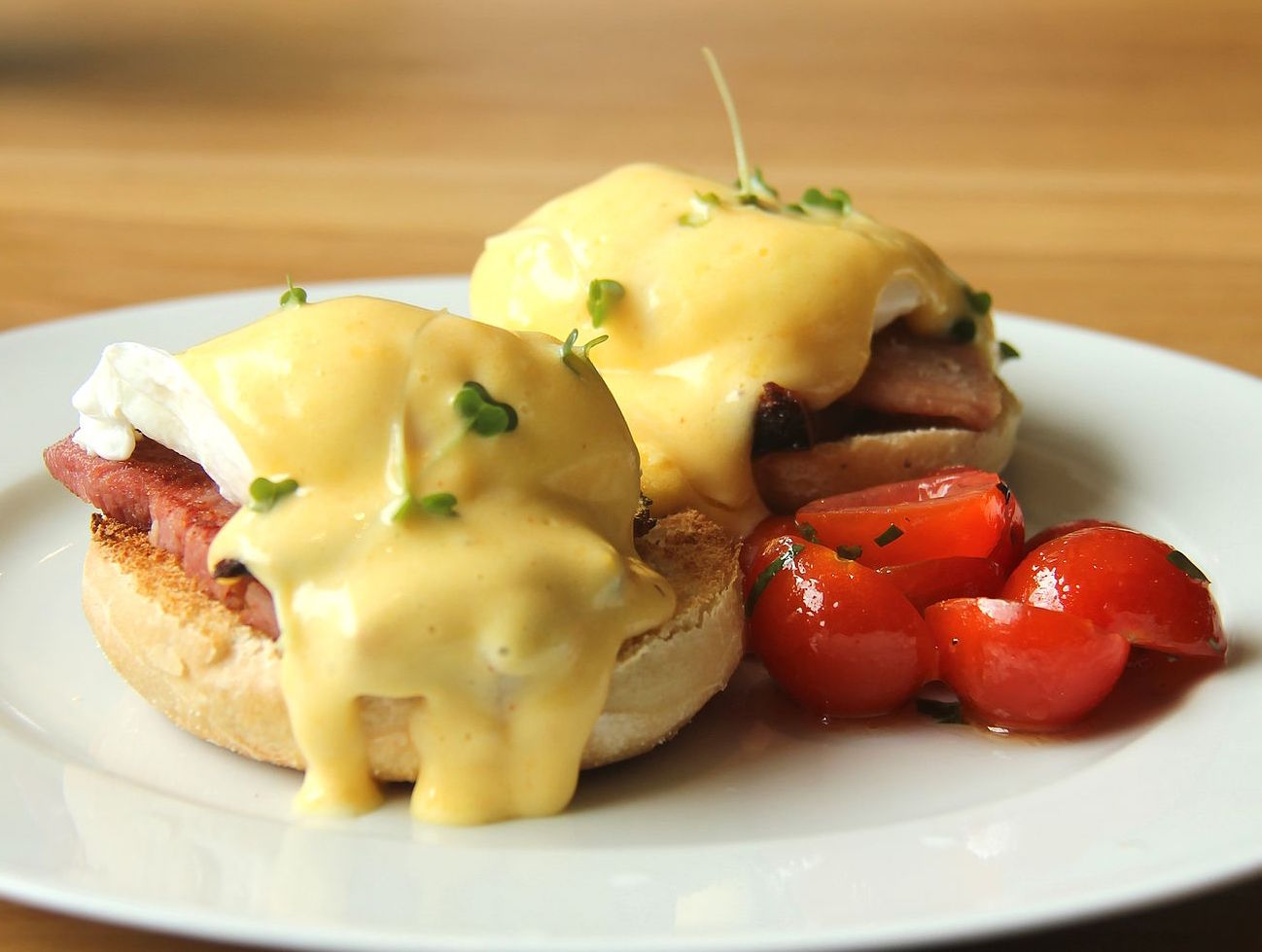
Eggs benedict: de klassieke versie met ham en Engelse muffins

Eggs benedict (soms ook wel eieren benedict genoemd) is een Amerikaans ontbijt- of brunchgerecht. Het bestaat uit een Engelse muffin (een soort beschuitbol), ham, gepocheerde eieren en hollandaisesaus. Inmiddels zijn er veel variaties op deze oorspronkelijke versie.

## Samenstelling
De klassieke versie van eggs benedict bestaat uit een geroosterde Engelse muffin (een luchtig plat broodje vergelijkbaar met een beschuitbol), dunne plakken ham, twee gepocheerde eieren en hollandaisesaus (een warme saus van gesmolten boter en eierdooiers). In plaats van ham wordt ook wel ontbijtspek, biefstuk of gerookte zalm gebruikt. Bij eggs benedict met biefstuk vervangt men de hollandaise soms door een bearnaisesaus. Er is ook een vegetarische versie met verse spinazie, die eggs florentine wordt genoemd.   
Eggs benedict is oorspronkelijk een brunchgerecht, dat halverwege de ochtend werd gegeten. Tegenwoordig is het vooral een ontbijtgerecht en is met name in de Verenigde Staten en Canada erg populair. Ook buiten Noord-Amerika staat het gerecht steeds vaker op de ontbijtkaart.

## Geschiedenis
Eggs benedict werd eind negentiende eeuw populair in de Verenigde Staten als brunchgerecht, het eerst in de stad New York. Wanneer en door wie het gerecht voor het eerst is bereid is niet duidelijk; daarover bestaan verschillende verhalen:  

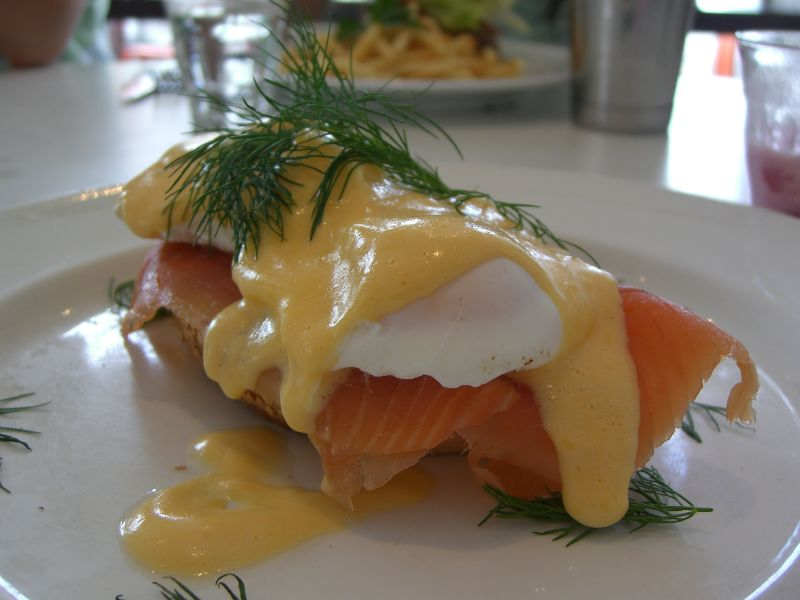
Eggs benedict met gerookte zalm

- Eggs benedict met gerookte zalmde effectenhandelaar Lemuel Benedict zou in 1894 de kok van het Waldorf Hotel in New York hebben gevraagd om ter bestrijding van zijn kater een gerecht te maken met toast, gebakken ontbijtspek, gepocheerde eieren en hollandaisesaus. De gérant van het restaurant zou dit gerecht later met enige aanpassingen op de kaart hebben gezet.
- het echtpaar LeGrand Benedict zou rond 1860 in het New Yorkse restaurant Delmonico’s om een gerecht met gepocheerde eieren, ham en hollandaisesaus hebben gevraagd.

De traditionele Franse keuken kent een gerecht oeufs bénédictine. Dit bestaat uit een brandade (een puree van gezouten vis) op geroosterd brood, geserveerd met een gepocheerd ei en hollandaisesaus.  Het is mogelijk een gerecht voor de vastentijd. Het populaire Engelse kookboek Mrs Beeton's book of household management uit 1861 bevat een recept voor hollandaisesaus ‘om te gebruiken bij benedictine’. Het is dus goed mogelijk dat de geschiedenis van eggs benedict verder teruggaat dan New York in de tweede helft van de negentiende eeuw.  